# Domingo Suárez

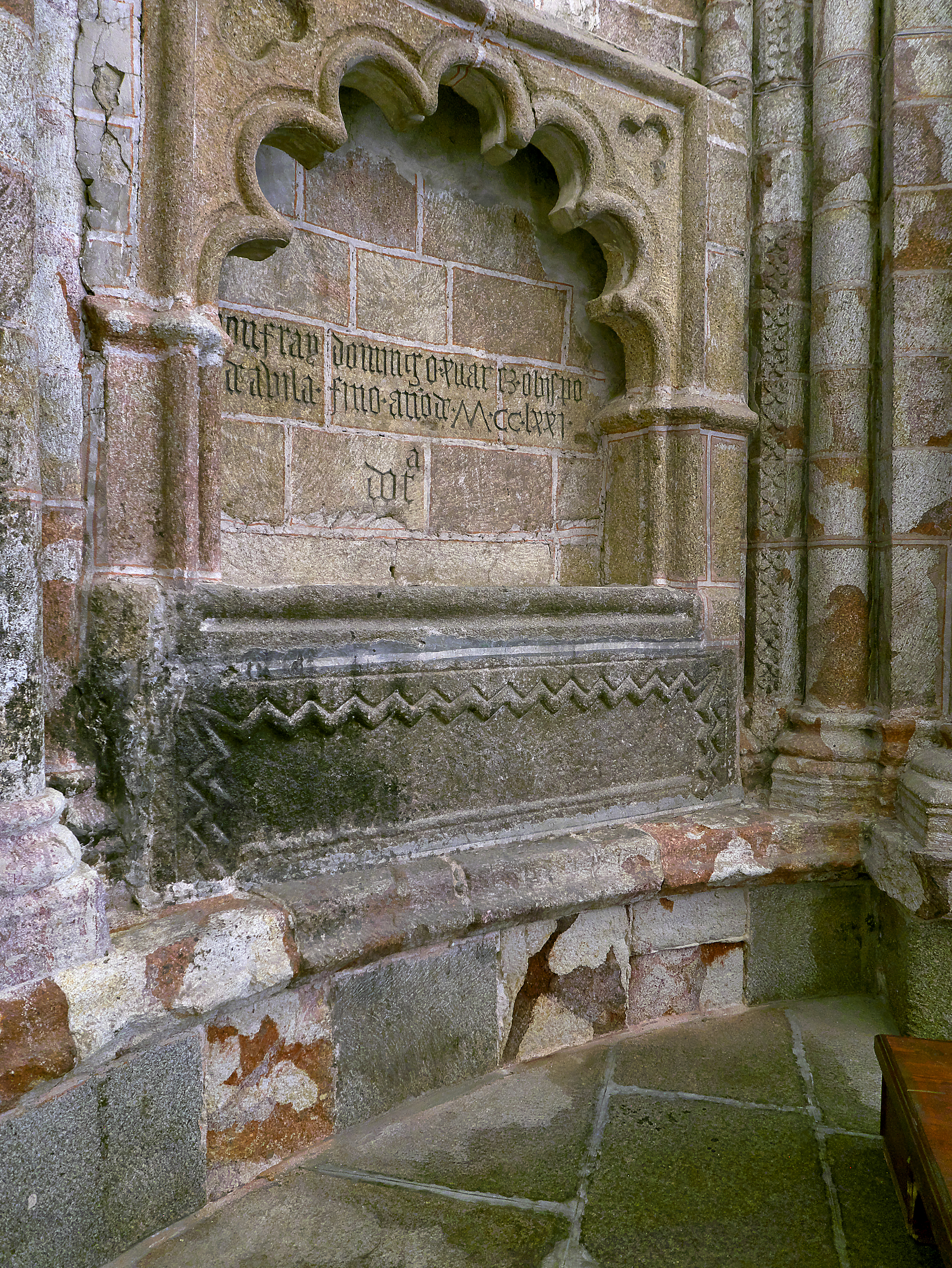
Sepulcre de fra Domingo Suárez a la catedral d'Àvila.

Fra Domingo Suárez o Juárez, O.F.M., fou un religiós castellà, que esdevingué bisbe d'Àvila entre els any 1263 i 1271. Fou el religiós encarregat d'erigir la nova catedral i diòcesi de Cadis, amb la conquesta del territori, en substitució de Medina Sidonia.
Monjo franciscà, Suárez apareix repetidament en els privilegis d'Alfons X. D'aquest fet s'extreu que la informació apareguda en escrits antics sobre un bisbe Rodrigo el 1264 és falsa. D'altra banda, aquest bisbe estigué encarregat d'erigir la nova seu a la ciutat de Cadis, en substitució de l'antiga diòcesi de Medina Sidonia, a més de l'erecció de la nova catedral. Li ho fou encarregat pel papa Urbà IV el 1264, però per mort del pontífex, el procés va reiniciar-se de nou amb el successor d'Urbà, Climent IV, que li feu el mateix encàrrec a Suárez; així consta en una butlla del 2 de febrer de 1266. De forma incipient, va donar forma jurídica a la nova diòcesi, en escollir com a bisbe al monjo franciscà i gran amic del rei, Juan Martínez.
Després del seu episcopat, fou succeït per fra Aymar, però la seu avilesa estigué vacant fins a 1274. Tanmateix, almenys segons apunta Enrique Ballesteros, la seu va tenir algun bisbe electe, però que no arribà a governar, o bé és possible que hi hagués alguna confusió en obres antigues o cróniques. Suárez fou enterrat a la capella del transaltar de la catedral d'Àvila.